# AE Андромеды
AE Андромеды (AE And) — яркая голубая переменная звезда, одна из наиболее ярких звёзд в Галактике Андромеды.
Звезда была обнаружена Эдвином Хабблом и Алланом Сэндиджем в 1953 году, но была изучена только примерно 20 лет спустя. Первый спектр был опубликован в 1975 году. Во время исследований, приведших к выделению класса ярких голубых переменных, было определено сходство AE Андромеды с пятью переменными Хаббла — Сэндиджа: Var, Var B, Var С и Var 2 в M33, Var 19 в M31 (=AF Андромеды).
AE And имеет сильные линии Fe II в спектре излучения. Это неправильная переменная, как по амплитуде, так и по периоду. Она имеет видимую звёздную величину 17-18m с неясными долгосрочными изменениями в пределах порядка величины. Была измерена скорость её интенсивного звёздного ветра — порядка 100 км/с. Все изученные спектры были взяты недалеко от визуального минимума, и в этот момент звезда была типичной яркой голубой переменной в спокойном состоянии. Ранее наблюдения показывали визуально более яркую звезду, но спектры тогда не снимались, так что природа активности звезды остаётся пока неизвестной.